# Агробиоразнообразие
Агроразнообра́зие —разнообразие растений, животных, грибов, бактерий, которые прямо или косвенно применяются в производстве пищи, и в сельском хозяйстве.
Агробиоразнообразие является основой устойчивого сельского хозяйства. Агробиоразнообразие включает в себя все организмы, которые положительном или отрицательном образом влияют на биологической продуктивности агроэкосистем.
Агробиоразнообразие является важным составляющим продовольствия, сельского хозяйства и биологического разнообразия.
Агробиоразнообразие имеет важную роль в сохранении генетитеских ресурсов а также для формировании устойчивых агросистем. Агробиоразнообразии обеспеченивает продовольственная безопасность.
Агробиоразнообразие это не только результат человеческой деятельности, оно обеспечит не только продукты питания и других товаров на основе природных ресурсов, но и поддерживает участки суши и вод.